# 河合常則
河合 常則（かわい つねのり、1937年1月10日 - 2017年9月7日）は、日本の政治家。自由民主党所属の参議院議員（1期）。富山県東礪波郡城端町（現南砺市）出身。

## 経歴
1955年、富山県立福野高等学校、1961年、慶應義塾大学経済学部通信教育課程卒業。卒論は「日本中小商業の一分析視角」。1964年、城端町議会議員に当選。以後連続3期務める。1975年、富山県議会議員に当選。以後8期連続務める。1991年には富山県議会議長に就任。
2004年7月、第20回参議院議員通常選挙に自民党公認で富山県選挙区に立候補し初当選。額賀派に所属する。
2005年8月8日の郵政民営化法案の参議院本会議採決では反対票を投じ、1年間の党役職資格停止のペナルティを受けるが、後に賛成に転じた。河合は県議時代から富山3区選出の国民新党衆議院議員・綿貫民輔の側近中の側近として知られており、この投票行動は郵政民営化に反対する綿貫に同調したものとみられている。
2006年9月、安倍内閣で総務大臣政務官（筆頭。担当分野は行政改革と政策評価。行政管理局、行政評価局、統計局の所管）に任命された。政務官を退任後も自民党総務会総務、参院総務委員会理事を歴任した。
2008年9月21日、国民新党公認で衆議院選挙へ立候補する予定の綿貫を応援する為に、自民党を離党する見通しであることが北日本新聞で報じられた。
その後、綿貫が比例単独での立候補を表明したため離党は回避されたが、2009年の衆議院選挙を目前に控えて、河合は比例代表では国民新党を支援すると発言し、自民党富山県連内で波紋を呼んだ。
同年8月3日に開かれた自民党富山県連の常任総務会で会長の坂田光文は「黙認ではない」と強調して、党内での河合の処分をほのめかし、さらに直後に開かれた富山2区の県議団会議では、河合を応援弁士に呼ばないことを決めたことが翌日付の北日本新聞で報じられた。
2009年11月12日より任期満了まで参議院内閣委員長を務めた。
2010年の第22回参議院議員通常選挙には立候補せず、1期限りで政界から引退。同年11月の秋の叙勲で旭日重光章を受章する。
2017年9月7日、慢性骨髄単球性白血病のため、死去した。80歳没。死没日付をもって従四位に叙された。

## 所属していた団体・議員連盟
- 神道政治連盟国会議員懇談会